# Кочкин, Борис Алексеевич
Борис Алексеевич Кочкин (6 августа 1930, Рыбинск, Ярославская область — 16 апреля 1984, Челябинск) — советский тренер по конькобежному спорту. Заслуженный тренер СССР.

## Биография
Родился в городе Рыбинске в 1930 году. В 1952 году окончил Челябинский государственный педагогический институт, и в том же году выполнил норматив Мастера спорта СССР по конькобежному спорту.
В 1960―62 гг. был тренером женской сборной СССР по конькобежному спорту. В 1960 году был удостоен звания «Заслуженный тренер СССР» и ордена «Знак почёта». В 1956―64 гг. также был старшим тренером сборной Челябинской области. Лично участвовал в подготовке многих выдающихся спортсменов, среди которых ― Л. П. Скобликова, единственная в история шестикратная олимпийская чемпионка по конькобежному спорту, а также Т. А. Сидорова, мастер спорта международного класса и олимпийский бронзовый призёр.
В 1970―84 гг. работал на кафедре конькобежного спорта в Челябинском государственном педагогическом институте. С 1979 года ― доцент.
Умер 16 апреля 1984 года в Челябинске. Был похоронен на Успенском кладбище.

### Семья
Жена ― Альбина Брониславовна Кочкина (1929―1984) ― Заслуженный мастер спорта СССР (конькобежный спорт), работала вместе с мужем в ЧГПУ.

## Награды
- Орден «Знак Почёта» (16.09.1960) — за успешные выступления в XVII летних и VIII зимних Олимпийских играх 1960 года, а также за выдающиеся спортивные достижения[6]